# إيرني هاو
إيرني هاو (بالإنجليزية: Ernie Howe)‏ هو مدرب كرة قدم ولاعب كرة قدم بريطاني، ولد في 15 فبراير 1953. لعب مع كوينز بارك رينجرز ونادي بورتسموث ونادي فولهام.

## وصلات خارجية
- إيرني هاو على موقع قاعدة بيانات كرة القدم.إي يو (الإنجليزية)